# Klassenvereinigung
Eine Klassenvereinigung – auch kurz Klasse genannt – erstellt und pflegt die Definition einer Bootsklasse im Segelsport unter dem Dach der International Sailing Federation ISAF. Sie ist in der Regel als eingetragener Verein organisiert. In der Klassenvereinigung engagieren sich hauptsächlich aktive Regattasegler einer Bootsklasse sowie daran Interessierte.
Kleine Klassen, die nur national von Bedeutung sind und wenig Mitglieder haben, sind meist nur Mitglieder in den nationalen Seglerverbänden.

## Aufgaben
- Die Hauptaufgabe der Klasse ist die Erstellung und Pflege eines Reglements sowie der Bauvorschriften (auch Klassenvorschriften genannt) für Boote und Wettbewerbe der jeweiligen Klasse.
- Die Klassenvereinigung informiert und wirbt auf Messen wie beispielsweise auf der Interboot in Friedrichshafen oder der Boot in Düsseldorf und öffentlichen Veranstaltungen (u. a. auf der Kieler Woche)
- Zusammen mit der örtlichen Wettfahrtleitung die Überwachung der Bauvorschriften und des Reglements bei Wettfahrten/Regatten (ähnlich der FIA bei der Formel 1)
- die Organisation klassenspezifischer Regattaereignisse wie Bestenermittlungen oder Meisterschaften
- das Erstellen eines Regattakalenders, in dem die Veranstaltungen der entsprechenden Bootsklasse aufgeführt sind
- das Führen einer offiziellen Rangliste

Neben „sehr großen“ Vereinigungen, z. B. die der olympischen Bootsklassen, gibt es auch „sehr kleine“ mit relativ wenigen Mitgliedern, die nur national bzw. manchmal sogar nur regional vertreten sind.
Der Deutsche Segler-Verband führt eine Liste mit deutschen Klassenvereinigungen. Daneben gibt es Klassenvereinigungen, die nicht in dieser Liste aufgeführt sind, weil sie nur Außerordentliche Mitglieder beim DSV sind, z. B. die Bootsklasse Aquila.